# Siu Sai Wan Sports Ground
Le Sui Sai Wan Sports Ground (en chinois : 小西灣運動場) est un stade multi-usage de Hong Kong mais il est principalement utilisé pour les matchs de football.
Il mesure environ 43 000 m2 et peut accueillir 12 000 spectateurs. Inauguré en décembre 1996, ce stade est une structure en béton construite sur un seul niveau.

## Équipements
- Terrain de football en gazon naturel
- Installations sportives conformes à la norme de la Fédération internationale des fédérations athlétisme (IAAF) pour les compétitions d'athlétisme.